# سد گوپیتان
سد گوپیتان (به لاتین: Goupitan Dam) یک سد قوسی و نیروگاه برقابی در چین است که در گوئیژو واقع شده‌است.